# モンゴリアンバーベキュー

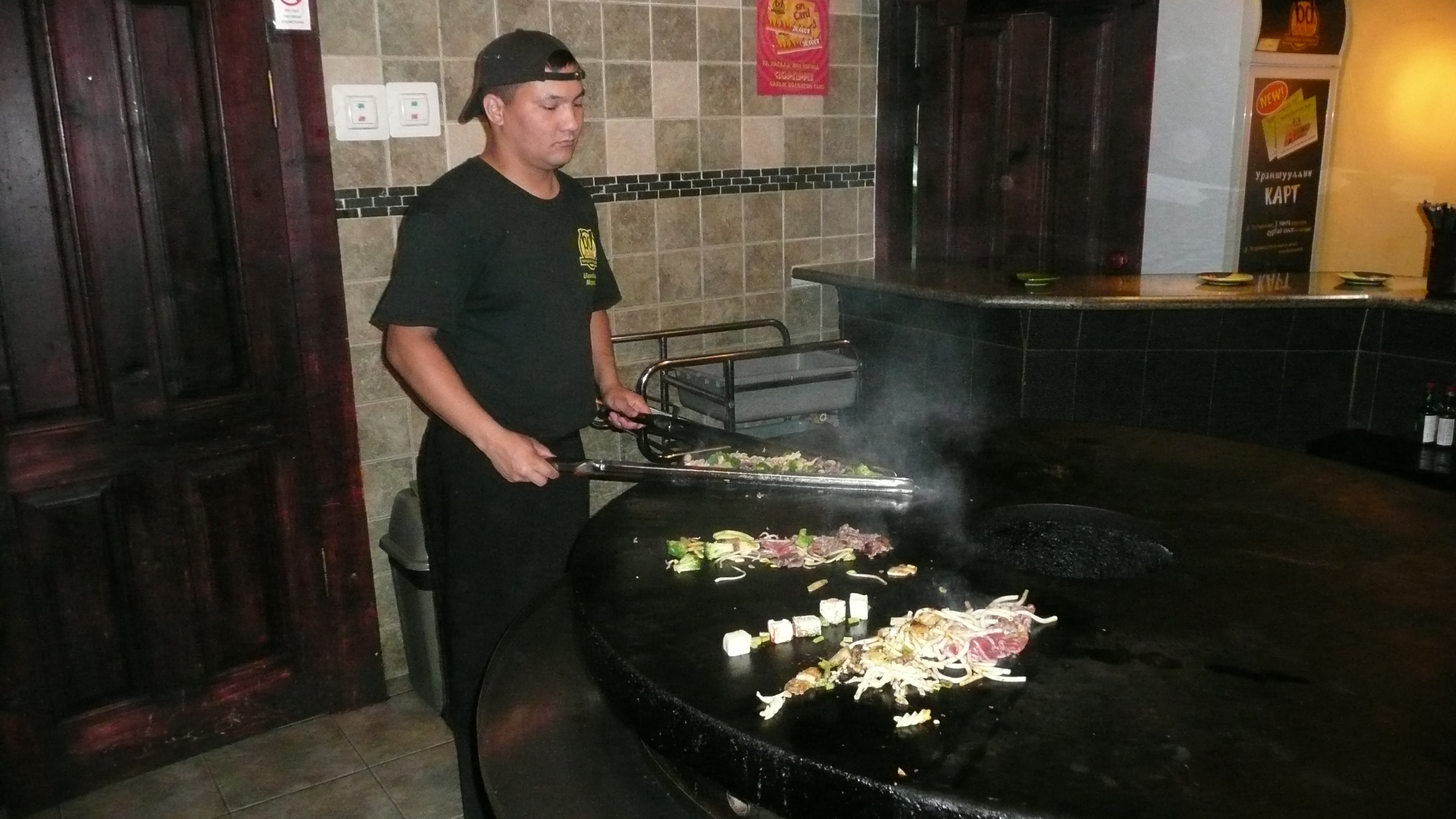
モンゴリアンBBQ

モンゴリアンバーベキュー（英: Mongolian Barbeque、中国語: 蒙古烤肉）とは、客が任意に選択した食材と味付けで料理人が肉野菜炒めを作り、それを食べ放題で提供する業態である。

## 概説
1951年に台北のレストランで北京生まれの相声家・吳兆南によって考案された。単なる料理というよりも、巨大な鉄板での豪快な調理風景を楽しむ側面が大きい。呉は最初「北京バーベキュー」と命名したかったが、共産党との連想を避ける為に、最後はモンゴルで命名した。国名・地名を冠してはいるが、モンゴルには存在しない料理である。
1960年代にアメリカに伝わり、現在はフードコートなどでも提供される非常にポピュラーな食文化となっている。

## 日本での展開
日本ではほとんど馴染みのないスタイルであるが、米軍基地内のレストランで提供される例はある。また、以下のように提供店舗も日本国内に存在したことがある。
- 沖縄県の北谷町には1974年創業の専門店があったが[4][5]、2018年6月24日に閉店した[6]。
- マルハレストランシステムズ（現・大東通商）が台湾のレストラン「欣葉」と提携し、東京都渋谷区宇田川町に食べ放題スタイルでモンゴリアン・バーベキューレストラン「大地と風」を1995年6月にオープンした[7]。

## 提供形式

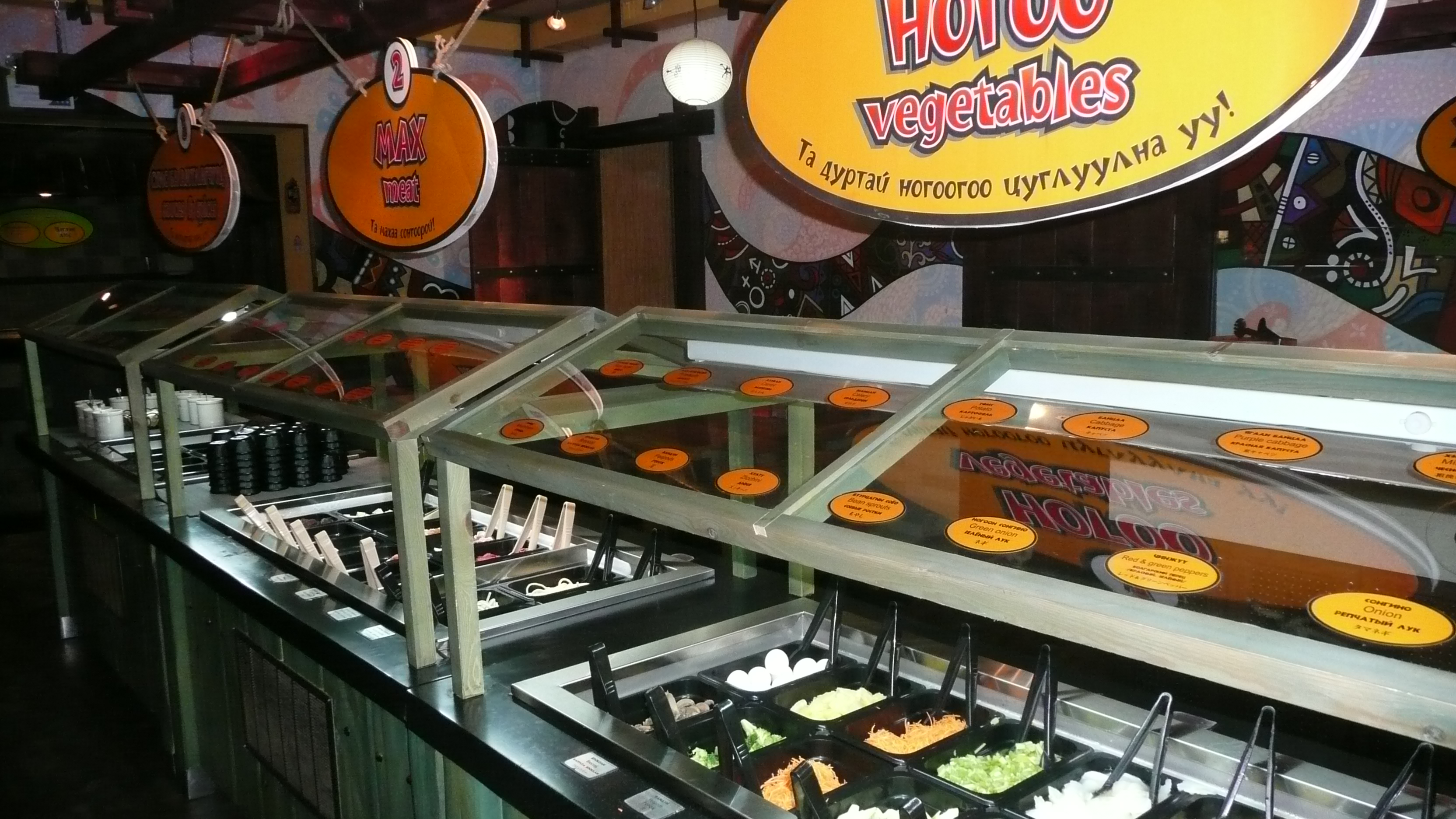
肉や野菜を自由に選ぶ

1. 店内に並べられた肉、野菜、調味料を客が自由に丼や皿に盛り、鉄板のそばにいる調理人に渡す。
2. 調理人は大きなかまどの上に置かれた円形の鉄板で、刀剣を模した長いヘラで刻みながら炒めた後に客に返す。

炒める作業以外はセルフサービスで、ライスやパン、スープやサラダなどの副菜や飲み物は客が自分でサーブする。日本で一般的な食べ放題の焼肉屋とほぼ同じスタイルである。
材料は、牛肉、豚肉、鶏肉、羊肉、七面鳥、海老、豆腐、キャベツ、たまねぎ、にんじん、もやし、ブロッコリー、たけのこ、マッシュルーム、ピーマン、とうもろこし、豆類、パイナップル、パパイヤなど非常に多彩で、味付けに用いるソースも多種類の調味料の中から自分の好みにブレンドできる。
通常はこれに中華麺を加えて焼きそばのようにして食べることが多いが、ライスと共に炒めることで焼きめしを作ることも可能である。